# Anaphyllopsis
Anaphyllopsis — род многолетних травянистых растений семейства Ароидные (Araceae).
Небольшой род, включающий три вида.

## Ботаническое описание
Корневищные травы с периодом покоя.

### Листья
Листья от одного до двух. Черешки от гладких до бугорчатых, без влагалищ, с верхушечным коленцем.
Листовая пластинка перисторассечённая и с дырками или перистораздельная у взрослых растений и цельная у молодых. Основные жилки хорошо развиты, первичные боковые жилки перистые; жилки более высокого порядка создают сетчатый узор.

### Соцветия и цветки
Соцветие одно, изредка два. Цветоножка длинная, подобна по цвету и структуре черешкам. Покрывало в высохшем виде чешуевидное, опадающее, свёрнутое у основания, спирально закрученное на верхушке.
Початок на ножке; ножка в основном сросшаяся с покрывалом. Цветки двуполые, с околоцветником из четырёх загнутых внутрь лепестков. Тычинок 4; нити короткие, линейные; связник тонкий; теки лопаются короткими, верхушечными, наподобие поры разрезами. Пыльца эллипсоидная, среднего размера (31 мкм). Завязь одногнёздная; семяпочек одна — две, анатропные; плацента базальная; столбик более-менее слабый; рыльце полуголовчатое.

### Плоды
Плоды — ягоды от яйцевидных до обратнопирамидальных, красноватые; теста толстая, от чешуйчатой до бороздчатой; зародыш изогнутый; эндосперм имеется.

## Распространение
Встречается в тропической Америке: Французская Гвинея, Венесуэла, Бразилия.
Растёт в болотистых тропических влажных лесах, на песчаных берегах рек и среди лесных болот.

## Классификация

### Виды
В роду три вида:
- Anaphyllopsis americana (Engl.) A.Hay typus
- Anaphyllopsis cururuana A.Hay
- Anaphyllopsis pinnata A.Hay